# Baxt
Baxt AS är ett norskt grossist- och bageriföretag med huvudkontor i Larvik och bagerier i Fall i Søndre Land, Sandvika i Lierne kommun och Rindalsskogen i Rindals kommun. Företaget tillverkar lomper, läfsor och kakor.
Baxt började som grossistföretag och har senare vidgat sin verksamhet med tillverkning av egna bageriprodukter.
Det köpte 2014 Berthas Bakerier AS i Fall. Samma år köptes Børset Bakeri i Rindals kommun.
Baxt övertog 2017 produktionsutrustning och immateriella tillgångar från det konkursade läfsabageriet Drømmebakeriet AS i Sandvika i Lierne.